# Movistar Team
El Movistar Team (código UCI: MOV) es un equipo ciclista español de categoría UCI WorldTeam. Participa del UCI WorldTour y en algunas carreras del Circuito Continental.
Fue fundado en 1980, bajo el patrocinio de la empresa de aluminio Reynolds. En 1989 pasó a ser patrocinado por el banco español Banesto, que dejó de patrocinar el equipo a finales de 2003, tomando el relevo el gobierno de las Islas Baleares. En 2005 entró como copatrocinador el banco francés Caisse d'Épargne, que para la temporada 2006, quedó como único patrocinador. A partir de 2011, el patrocinador principal pasa a ser la compañía telefónica Movistar.

## Historia del equipo

### Reynolds y Banesto

#### Reynolds (1980-1989)
El equipo profesional nació en 1980 con el patrocinio de la empresa navarra de aluminios INASA (Industria Navarra del Aluminio, S.A.), que desde 1974 había patrocinado un equipo juvenil y desde 1977 un conjunto aficionado, este bajo la dirección de José Miguel Echávarri, alma mater de la escuadra profesional. Su principal jefe de filas fue Perico Delgado, gracias al cual se lograron los mayores éxitos con sus victorias en el Tour de 1988 y la Vuelta de 1989. Otros de sus corredores más destacados, tanto por sus victorias como por su trayectoria, fueron Ángel Arroyo, José Luis Laguía y Julián Gorospe.

#### Banesto (1990-2003)
En 1989 entró en el patrocinio el Banco Banesto copatrocinando al equipo desde el Tour de Francia de ese año, que finalmente se quedó con todo el equipo en 1990 pasando la sede del equipo a Madrid. El camino de este equipo siempre estará ligado a Miguel Induráin, con los cinco tours consecutivos que ganó entre 1991 y 1995 y los dos giros en 1992 y 1993. Los años 1992 y 1993 consiguió ser el mejor equipo en el ranking UCI.
Tras la retirada de Induráin al finalizar la temporada de 1996, Abraham Olano y el «Chava» Jiménez fueron los principales estandartes del equipo, consiguiendo como mayor éxito la Vuelta de 1998, en la que fueron 1.º y 3.º respectivamente.

### Illes Balears (2004-2005)
El equipo fue creado para la temporada 2004 por la sociedad Abarca Sports, SL, propiedad de José Miguel Echavarri y Eusebio Unzué, siendo el patrocinador principal el Gobierno de las Islas Baleares con apoyos de Banesto durante mayor parte de la temporada y Banco Santander durante el Tour de Francia 2004. Dada cuenta de dicho patrocinio principal el equipo se hizo con los fichajes de diversos ciclistas naturales de las Islas, como Joan Horrach, Antonio Tauler o Antonio Colom.
En 2005 entró como copatrocinador la empresa francesa Caisse d'Epargne, que a partir de 2006 adquiere una mayor importancia y en 2007 se queda como único patrocinador del equipo tras la renuncia del Gobierno de las Islas Baleares.

### Caisse d'Épargne (2006-2010)

#### 2006
En 2006 concluyó en 2.ª posición la clasificación por equipos del UCI ProTour con 350 puntos, tras la escuadra danesa Team CSC. Su corredor mejor colocado fue Alejandro Valverde que ganó el Maillot Blanco con un total de 285 puntos sacando 72 puntos al 2.º clasificado.
Además logró un total de 25 victorias, destacando la clasificación general del Tour de Francia de Óscar Pereiro y las victorias en la Vuelta a España de Alejandro Valverde, y en el Giro de Italia de Joan Horrach. Además, las victorias ProTour de Alejandro Valverde con una etapa en la Vuelta al País Vasco y otra en el Tour de Romandía, junto a las clásicas Flecha Valona y Lieja-Bastogne-Lieja, y la victoria de Joaquim Rodríguez en la París-Niza. Además, destacan las victorias de José Iván Gutiérrez en el Tour del Mediterráneo, la Vuelta a Burgos y la general de la Vuelta a Murcia, y la etapa de Isaac Gálvez en los Cuatro días de Dunkerque. Y el campeonato nacional de Francia en ruta de Florent Brard.

#### 2007

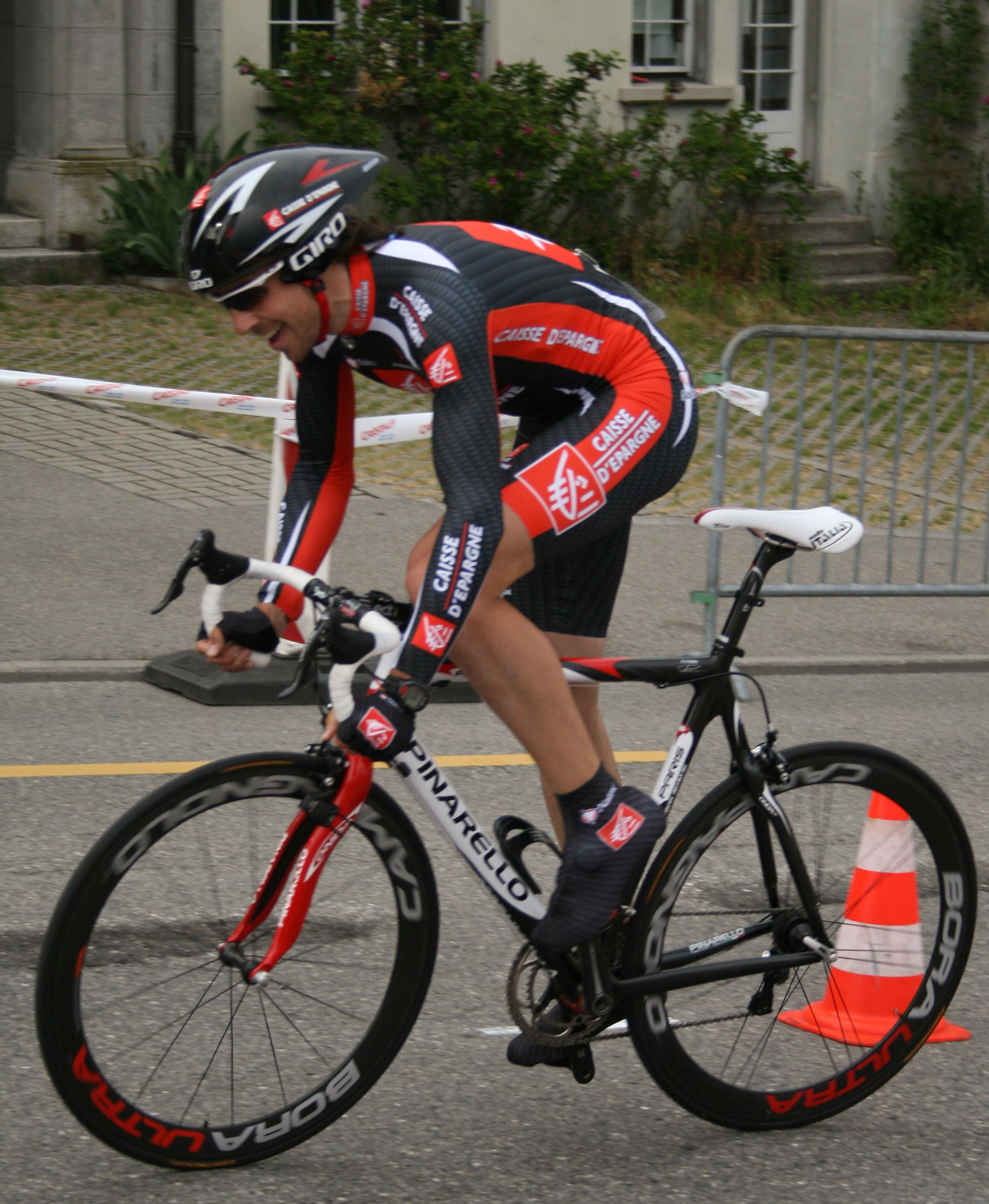
Xabier Zandio, con los colores del equipo cuando este se denominaba Caisse d'Epargne.

En 2007 concluyó en 3.ª posición la clasificación por equipos del UCI ProTour con 337 puntos. Su corredor mejor colocado fue Alejandro Valverde que concluyó 4.º con 190 puntos.
Además logró un total de 29 victorias, destacando la victoria de etapa en la Vuelta a España de Vladimir Efimkin. Además, las victorias ProTour, una etapa de Luis León Sánchez en la París-Niza, las clasificaciones generales de Vladímir Karpets en la Volta a Cataluña y la Vuelta a Suiza, la victoria de David López en la Vuelta a Alemania y la etapa de Pablo Lastras y la clasificación general de José Iván Gutiérrez en el Tour del Benelux. Además, destacan las victorias de etapas y clasificaciones generales en la mayoría de las vueltas disputadas en España, como la Vuelta a Murcia, la Vuelta a La Rioja o la Euskal Bizikleta. Y además los campeonatos nacionales de España de contra-reloj de José Iván Gutiérrez y de ruta de Joaquim Rodríguez.

#### 2008
En la temporada 2008 venció en la clasificación por equipos del UCI ProTour con 229 puntos. Su corredor mejor colocado fue Alejandro Valverde que también se adjudicó la victoria con 123 puntos.
Además logró un total de 26 victorias, destacando las victorias de etapa en el Tour de Francia de Alejandro Valverde y Luis León Sánchez, y las victorias de etapa en la Vuelta a España de Alejandro Valverde, Imanol Erviti y David Arroyo. Además, las victorias ProTour, 2 etapas y la Clasificación General de la Dauphiné Libéré de Alejandro Valverde, la victoria de etapa y de la Clasificación General en el Tour del Benelux de José Iván Gutiérrez, y la victoria en la Clásica de San Sebastián de Alejandro Valverde. Además, destacan la victoria en la Lieja-Bastogne-Lieja de Alejandro Valverde, la victoria de etapa de Luis León Sánchez en la París-Niza y la de Joaquim Rodríguez en la Tirreno-Adriático. Además están las victorias de etapas y clasificaciones generales en la mayoría de las vueltas disputadas en España, como la Clasificación General de la Vuelta a Andalucía de Pablo Lastras, de la Vuelta a Murcia de Alejandro Valverde, o de la Vuelta a Burgos de Xabier Zandio. Y además los campeonatos nacionales de España de contra-reloj de Luis León Sánchez y de ruta de Alejandro Valverde.

#### 2009
Joaquim Rodríguez decidió no renovar y fichó por el Katusha.
Once años después del triunfo de Olano, el equipo consigue de nuevo la victoria final en la Vuelta a España de la mano de Alejandro Valverde y concluye la temporada como segunda mejor escuadra del pelotón mundial. 
Además, se logran 24 victorias en total, con triunfos finales en rondas por etapas de la talla de Dauphiné Libéré, París-Niza y Volta a Cataluña.

#### 2010

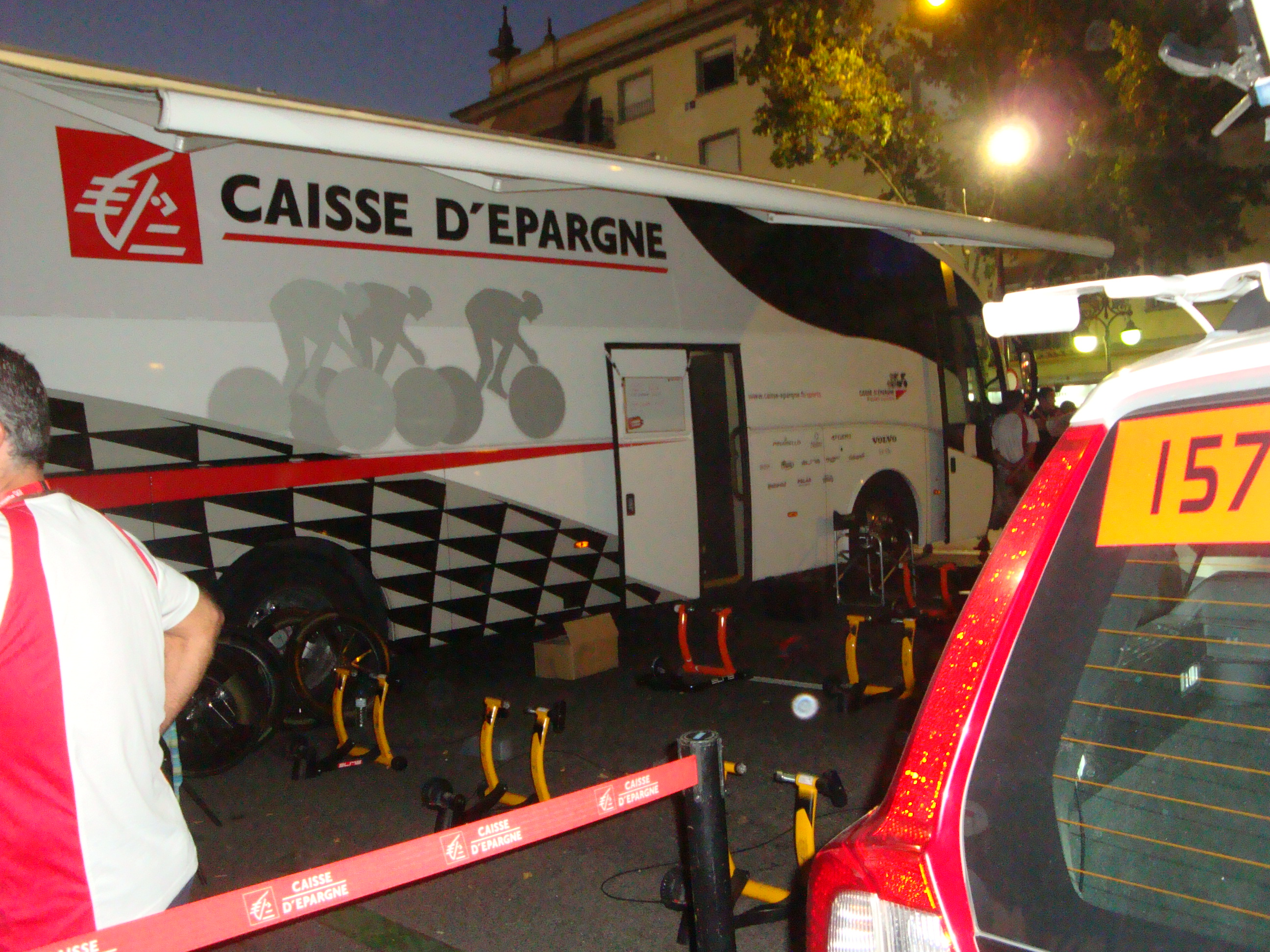
Autobús del equipo en la Vuelta a España 2010

En enero, la empresa Caisse d'Epargne anunció que no renovaría su patrocinio del equipo (que expiraba a final de temporada), por lo que los responsables de la escuadra debían encontrar uno nuevo para garantizar la continuidad de la formación en el pelotón para las siguientes temporadas.
La temporada estuvo asimismo marcada por la sentencia del TAS sobre el Caso Valverde, que ordenó una sanción de dos años a Alejandro Valverde al considerarse probada su implicación como cliente de la red de dopaje liderada por Eufemiano Fuentes descubierta en la Operación Puerto, en lo que suponía un espaldarazo a la investigación del CONI. Valverde fue además descalificado de todas las carreras en las que había participado desde el 1 de enero de ese año, siendo por tanto anulados sus puestos de honor y victorias, que fueron reasignados por la UCI.
David Arroyo fue segundo en el Giro de Italia, subiendo así al segundo cajón del podio final del anfiteatro de Verona junto a Ivan Basso y Vincenzo Nibali, primero y tercero respectivamente y ambos del Liquigas-Doimo. Arroyo tuvo una destacada actuación y lideró durante cinco días la clasificación general, portando así la maglia rosa hasta que fue superado por Basso en la antepenúltima etapa (última jornada de montaña), con meta en Aprica.
El equipo no logró hacerse con una victoria de etapa en el Tour de Francia, a pesar de los diversos intentos protagonizados por hombres como Luis León Sánchez o Christophe Moreau. La escuadra terminó segunda en la clasificación por equipos (a 9'15" del ganador, el RadioShack) que llegó a liderar durante varios días, mientras que en la general individual no pudo meter a ningún corredor entre los diez primeros y Moreau finalizó segundo en la clasificación de la montaña por detrás de su compatriota Anthony Charteau.
Una semana después de la ronda gala, Luis León Sánchez ganó la Clásica de San Sebastián.
Luis León Sánchez, que acababa contrato, anunció su fichaje por el Rabobank.
David López García ganó la novena etapa de la Vuelta a España de este año.

### Movistar Team (2011-actualidad)

#### 2011

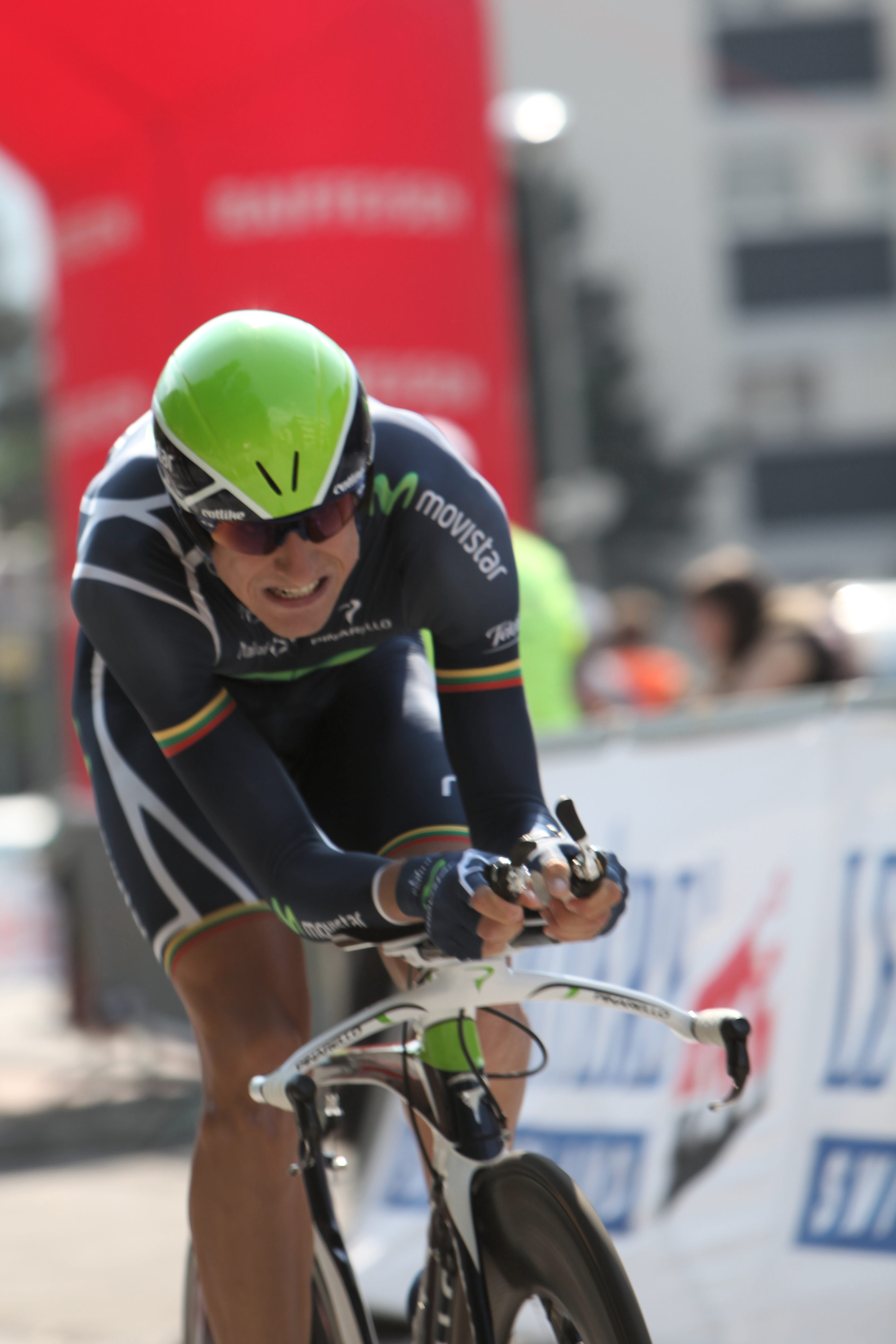
Ignatas Konovalovas con los colores del equipo.

En 2011 el equipo pasó a llamarse Movistar Team con razón del patrocinio de Movistar.
En el equipo siguieron José Joaquín Rojas, José Iván Gutiérrez, Andrey Amador, David Arroyo, Marzio Bruseghin, Imanol Erviti, Rui Costa, Chente García Acosta, Vasil Kiryienka, Pablo Lastras, David López, Ángel Madrazo, Luis Pasamontes, Rubén Plaza y Mauricio Soler. Formaron parte del equipo, nuevos corredores como Beñat Intxausti, Xavier Tondo (fallecido ese mismo año en un accidente doméstico), el chileno Carlos Oyarzún, Ignatas Konovalovas, Branislau Samoilau, Francisco Ventoso, Jesús Herrada y Sergio Pardilla
Alejandro Valverde cumple la sanción por dos años que le impuso la UCI por dopaje, pero sigue en los planes del equipo. Fueron baja Xabier Zandio y el colombiano Rigoberto Urán (Sky), Juan José Cobo (Geox-TMC), Arnaud Coyot (Saur Sojasun), Mathieu Drujon (BigMat), Arnold Jeannesson (FDJ), Alberto Losada (Katusha), Christophe Moreau (retirado), Mathieu Perget (AG2R) y Luis León Sánchez (Rabobank).
El 16 de diciembre de 2010 se presentó el maillot de 2011.
Xavier Tondo falleció en un accidente doméstico el 23 de mayo de 2011.
Vasil Kiryienka se hizo con la vigésima etapa del Giro de Italia.
José Joaquín Rojas conquistó el Campeonato de España de ciclismo en Ruta 2011. Además también consiguió la segundo posición en el maillot verde del Tour de Francia 2011, donde Rui Costa logró una etapa.
Pablo Lastras logró la victoria en la 3.ª etapa de la Vuelta Ciclista a España, con llegada en la localidad de Totana (Murcia), consiguiendo el maillot rojo de líder de la general, así como el blanco de la combinada y el blanco/azul de la montaña, portándolos durante una jornada.
Se anuncia el fichaje de Alejandro Valverde que vuelve a la competición después de su sanción por dopaje de 2 años.

#### 2012
La temporada de 2012 vio como el equipo se restablecía como uno de los principales contendientes de la clasificación general. Se fichan grandes corredores como el rodador italiano Giovanni Visconti, los vascos Beñat Intxausti y Jonathan Castroviejo y el joven Nairo Quintana, además del regreso de Valverde.
El regreso de Valverde casi inmediatamente trajo el éxito del equipo con una victoria de etapa en el Tour Down Under, seguido por la victoria en la general de la Vuelta a Andalucía, así como una victoria de etapa. El nuevo recluta colombiano Nairo Quintana también trajo la victoria del equipo en general en la Vuelta a Murcia.
El equipo anotó varias victorias generales de clasificación; Quintana afirmó la Ruta del Sur, Rui Costa ganó la Vuelta a Suiza, Javier Moreno la Vuelta a Castilla y León y finalmente Beñat Intxausti ganó la Vuelta a Asturias.
El equipo también ganó etapas en las tres grandes vueltas. Conquistó una de alta montaña con Andrey Amador en el Giro de Italia y otra llana con Francisco Ventoso.
En el Tour de Francia, Alejandro Valverde conquistó la 17.º etapa con final en Peyragudes tras una larga fuga. Sin embargo, no pudo luchar por entrar en el podio (que era su objetivo) tras sufrir una caída en la primera semana y perder mucho tiempo.
La Vuelta a España confirmó que el Movistar era uno de los equipos más fuertes de la temporada. Comenzaron imponiéndose en la CRE por equipos de Pamplona, en su tierra. Después ganaron con Valverde dos etapas más (las finalizadas en Arrate y Collada de la Gallina), además de llevar al murciano hasta la 2.º plaza en la general, tan solo por detrás de Alberto Contador. También se adjudicaron la general final por equipos.
El murciano cerraría una estupenda temporada llevándose el bronce en el Mundial de Ruta de 2012. El equipo finalizó 5.º en la general por equipos de la UCI, misma posición que ocupó Valverde en individuales.

#### 2013
Se ficha al joven conrarrelojista británico Alex Dowsett y a los ex-corredores de Liquigas-Bianchi Eros Capecchi y Sylwester Szmyd y este año causan baja David Arroyo, Vasil Kirienka, David López, Ignatas Konovalovas y Marzio Bruseghin (que se retira) entre otros.
La temporada de 2013 como en los años anteriores, Valverde obtuvo varios resultados positivos al principio de temporada con el Trofeo Serra de Tramuntana y un triunfo en la general en la Vuelta a Andalucía, además de conquistar dos etapas.
Quintana reforzó aún más su potencial como gran escalador con la victoria en la general de la Vuelta al País Vasco, así como reclamar el segundo lugar en el Tour de Francia, siendo también el rey de la montaña y el mejor joven, tras realizar una última semana impecable. Además en el Tour, un gran Rui Costa se llevó dos etapas. Quintana reforzó aún más su reputación como una fuerza a tener en cuenta, con una victoria general en la Vuelta a Burgos tras una exhibición en la etapa reina en las Lagunas de Neila.
El equipo también tuvo una destacada actuación en las dos restantes grandes vueltas, el Giro de Italia y la Vuelta a España. En el Giro, se adjudicaron la friolera de cuatro etapas, dos con Giovanni Visconti (una de ellas con final en Col du Galibier bajo una intensa nevada), la larga crono individual con Alex Dowsett y una de media montaña con Beñat Intxausti, que además portó la maglia rosa durante un día.
En la Vuelta a España, no consiguieron victorias de etapa, pero Valverde acabó un año más 3.º en la general, además de llevarse el maillot verde de la clasificación de la regularidad.
Intxausti consiguió última victoria en la general del equipo del año, ganando el Tour de Pekín (además de llevarse una etapa) y Costa ganó el Mundial en Ruta, en el que Valverde fue 3.º.
Debido a los grandes resultados, el equipo acabó como el ganador del UCI WorldTour 2013 (en la modalidad de equipos) y Valverde fue tercero individualmente en dicha clasificación. Para la temporada 2014 el equipo confirmó que iban a pasar de bicicletas Pinarello a Canyon Bicycles.

#### 2014

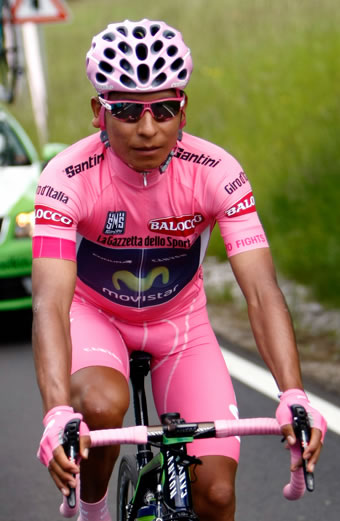
Nairo Quintana en la etapa 17 del Giro de Italia 2014

La campaña 2014 se convirtió probablemente en una de las mejores temporadas del equipo en su larga historia. Este año se fichó sobre todo a corredores que quedaron libre tras la desaparición de Euskaltel-Euskadi como los hermanos Izagirre, Igor Antón o Juan José Lobato, además del veterano escalador francés John Gadret, del experimentado contrarrelojista italiano Adriano Malori y de Dayer Quintana (hermano menor de Nairo). Se despidieron del equipo Rui Costa, Ángel Madrazo, Juanjo Cobo y Eloy Teruel.
El equipo adoptó una planificación y una táctica basado en las Grandes Vueltas; primero el envío de Nairo Quintana al Giro, Alejandro Valverde al Tour y, finalmente, los dos pilotos a la Vuelta.
Quintana logra la primera victoria del equipo en la etapa 4 del Tour de San Luis, así como la clasificación general. Adriano Malori también ganó la etapa contrarreloj individual. Una vez más Valverde ganó la Vuelta a Andalucía (más 3 etapas), así como la Vuelta a Murcia, Roma Maxima, GP Miguel Induráin y la Flecha Valona durante la temporada de primavera.
En mayo, Quintana ganó la primera Gran Vuelta del equipo desde 2009 tras la victoria en la Vuelta de Valverde, el Giro de Italia 2014. El colombiano además, ganó dos etapas, las montañosas de Martello y la crono escalada del Crespano del Grappa. También se adjudicó la maglia bianca como el mejor joven.
Antes del objetivo del Tour, Valverde se impuso en el Campeonato de España de Contrarreloj y fue segundo en el de ruta tras el también corredor del Movistar Ion Izagirre. Otros campeonatos conquistados fueron el Campeonato de Italia de Ciclismo Contrarreloj con Adriano Malori. En el Tour, el murciano no consiguió su objetivo de entrar en el pódium, y fue finalmente 4.º tras una mala última contrarreloj. Semanas después ganaría la Clásica de San Sebastián y Gorka Izagirre la Clásica de Ordizia.
Al igual que en la temporada anterior, Quintana defendió su título de la Vuelta a Burgos ganándola por segundo año consecutivo.
En la Vuelta a España se comenzó ganando la CRE por equipos de Jerez de la Frontera. En la sexta etapa finalizada en Cumbres Verdes, Valverde ganó y se hizo con el liderato, que aguantó hasta la etapa de Aramón Valdelinares cuando lo cedió a su compañero de equipo Nairo Quintana. Sin embargo en la CRI, Quintana sufrió una caída que le obligó a abandonar y Valverde quedó como único jefe de filas. En la última etapa, una CRI de 10 km en Santiago de Compostela, Malori se adjudicó la victoria y Valverde subió al podio, de nuevo como 3.º.
Para cerrar una temporada de ensueño, Valverde volvió a ser tercero en el Campeonato Mundial de Ciclismo en Ruta, disputado en casa, en Ponferrada.
Movistar volvió a ser un año más el mejor equipo de la clasificación UCI WorldTour 2014, y Valverde el mejor corredor.

#### 2015
Este año el objetivo principal sería el Tour de Francia con Nairo Quintana como jefe de filas se ubicó 2° en el podio final por segundo año consecutivo y Alejandro Valverde como gregario de lujo. Este año se fichan entre otros al rodador australiano Rory Sutherland y al escalador colombiano Winner Anacona y acaba su relación con el equipo Rubén Plaza.
La temporada comenzó con una victoria de etapa de Juan José Lobato en el Tour Down Under y dos en la Vuelta a Andalucía y la victoria final de Nairo Quintana en la Tirreno-Adriático. Además, el colombiano consiguió una etapa, y Adriano Malori otra (este ya había ganado etapas en San Luis y Circuito de la Sarthe, todas ellas de contrarreloj).
En primavera, el gran dominador volvió a ser Alejandro Valverde. Ganó tres etapas de la Volta a Cataluña y conquistó la Flecha Valona y la Lieja-Bastoña-Lieja. Además, José Herrada ganó la Klasika Primavera e Igor Antón la Vuelta a Asturias.
En el Giro de Italia, Beñat Intxausti se adjudicó una etapa, Andrey Amador logró un histórico 4.º puesto en la general y Giovanni Visconti se hizo con la maglia azzurra al ser el mejor escalador. Por las mismas fechas, Alex Dowsett ganó la Vuelta a Baviera.
En los campeonato nacionales, Jonathan Castroviejo se impuso en contrarreloj y Valverde en ruta. Además, Dowsett y Malori, ganaron los Campeonatos de CRI de Reino Unido e Italia, respectivamente.

#### 2016
Pese a que el equipo no logra su objetivo principal con la victoria en el Tour de Francia -Nairo Quintana termina 3.º y Ion Izagirre salva el honor con un brillante triunfo en Morzine-, la temporada es de las mejores de su historia. 
Cuarta victoria consecutiva en el UCI WorldTour; récord de triunfos (36 victorias, igualando al Banesto ’98, con 14 ciclistas diferentes); una ‘grande’, la 14.ª para el equipo de Unzué, con el propio Nairo en la Vuelta; y éxitos en carreras de postín como Flecha Valona (Valverde), Romandía, Cataluña (Quintana) o el título europeo contrarreloj de Castroviejo, que suma además un brillante bronce en el Mundial CRI. Telefónica renueva su compromiso en septiembre hasta final de 2019.

#### 2017
Una temporada de contrastes. El mejor año de la historia en su primera mitad y una segunda parte para olvidar, desde que Alejandro Valverde sufriera una grave caída en la etapa inaugural del Tour, el 1 de julio en Düsseldorf. 
Antes, cuatro meses de ensueño con casi una treintena de victorias; el mejor Valverde de la historia (11 triunfos hasta abril, con Flecha, Lieja, País Vasco o Cataluña); o dos triunfos de etapa, ganadores de equipo y podio final (2.º) en el Giro con Quintana (que se quedó a solo 31’’ de la maglia rosa). 
Al final 31 victorias, con el paso adelante de los jóvenes Soler, Carapaz o Pedrero como punto positivo en la desafortunada segunda mitad del año.

#### 2019
Una temporada de grandes desafíos para el equipo, donde el "BALA" Valverde llevaría la casaca arco-iris como Campeón del Mundo, que obtuvo en 2018. Se contrató como nuevo director deportivo a Maximilian Sciandri para mejorar el rendimiento, sobre todo enfocándose en el Giro de Italia 2019.

## Corredor mejor clasificado en las Grandes Vueltas
| Año  | Giro de Italia          | Tour de Francia        | Vuelta a España          |
| ---- | ----------------------- | ---------------------- | ------------------------ |
| 1980 | -                       | -                      | 21.º José Luis Laguía    |
| 1981 | -                       | -                      | 7.º José Luis Laguía     |
| 1982 | -                       | -                      | 5.º José Luis Laguía     |
| 1983 | -                       | 2.º Ángel Arroyo       | 12.º Julián Gorospe      |
| 1984 | -                       | 6.º Ángel Arroyo       | 4.º Pedro Delgado        |
| 1985 | -                       | 9.º Eduardo Chozas     | 11.º Julián Gorospe      |
| 1986 | -                       | 11.º Samuel Cabrera    | 25.º José Luis Laguía    |
| 1987 | -                       | 79.º Marc Gomez        | 11.º Ángel Arroyo        |
| 1988 | 7.º Pedro Delgado       | 1.º Pedro Delgado      | 12.º William Palacio     |
| 1989 | -                       | 3.º Pedro Delgado      | 1.º Pedro Delgado        |
| 1990 | -                       | 4.º Pedro Delgado      | 2.º Pedro Delgado        |
| 1991 | 15.º Pedro Delgado      | 1.º Miguel Induráin    | 2.º Miguel Induráin      |
| 1992 | 1.º Miguel Induráin     | 1.º Miguel Induráin    | 3.º Pedro Delgado        |
| 1993 | 1.º Miguel Induráin     | 1.º Miguel Induráin    | 6.º Pedro Delgado        |
| 1994 | 3.º Miguel Induráin     | 1.º Miguel Induráin    | 2.º Mikel Zarrabeitia    |
| 1995 | 26.º José María Jiménez | 1.º Miguel Induráin    | 7.º David García Markina |
| 1996 | -                       | 11.º Miguel Induráin   | 12.º José María Jiménez  |
| 1997 | -                       | 4.º Abraham Olano      | 21.º José María Jiménez  |
| 1998 | -                       | Ab.                    | 1.º Abraham Olano        |
| 1999 | 33.º José María Jiménez | 2.º Alex Zülle         | 5.º José María Jiménez   |
| 2000 | 10.º Leonardo Piepoli   | 9.º Paco Mancebo       | 24.º Eladio Jiménez      |
| 2001 | 3.º Unai Osa            | 13.º Paco Mancebo      | 5.º Juan Miguel Mercado  |
| 2002 | -                       | 7.º Paco Mancebo       | 17.º Pablo Lastras       |
| 2003 | -                       | 10.º Paco Mancebo      | 5.º Paco Mancebo         |
| 2004 | -                       | 6.º Paco Mancebo       | 3.º Paco Mancebo         |
| 2005 | 7.º Vladímir Karpets    | 4.º Paco Mancebo       | 4.º Paco Mancebo         |
| 2006 | 24.º Iván Gutiérrez     | 1.º Óscar Pereiro      | 2.º Alejandro Valverde   |
| 2007 | 10.º David Arroyo       | 6.º Alejandro Valverde | 6.º Vladímir Yefimkin    |
| 2008 | 17.º Joaquim Rodríguez  | 9.º Alejandro Valverde | 5.º Alejandro Valverde   |
| 2009 | 8.º David Arroyo        | 26.º Luis León Sánchez | 1.º Alejandro Valverde   |
| 2010 | 2.º David Arroyo        | 10.º Luis León Sánchez | 9.º Luis León Sánchez    |
| 2011 | 13.º David Arroyo       | 36.º David Arroyo      | 14.º Marzio Bruseghin    |
| 2012 | 17.º Marzio Bruseghin   | 18.º Rui Costa         | 2.º Alejandro Valverde   |
| 2013 | 8.º Beñat Intxausti     | 2.º Nairo Quintana     | 3.º Alejandro Valverde   |
| 2014 | 1.º Nairo Quintana      | 4.º Alejandro Valverde | 3.º Alejandro Valverde   |
| 2015 | 4.º Andrey Amador       | 2.º Nairo Quintana     | 4.º Nairo Quintana       |
| 2016 | 3.º Alejandro Valverde  | 3.º Nairo Quintana     | 1.º Nairo Quintana       |
| 2017 | 2.º Nairo Quintana      | 12.º Nairo Quintana    | 18.º Dani Moreno         |
| 2018 | 4.º Richard Carapaz     | 7.º Mikel Landa        | 5.º Alejandro Valverde   |
| 2019 | 1.º Richard Carapaz     | 6.º Mikel Landa        | 2.º Alejandro Valverde   |
| 2020 | 13.º Sergio Samitier    | 5.º Enric Mas          | 5.º Enric Mas            |
| 2021 | 22.º Antonio Pedrero    | 6.º Enric Mas          | 2º Enric Mas             |
| 2022 | 11.º Alejandro Valverde | 21.º Matteo Jorgenson  | 2.º Enric Mas            |
| 2023 | 11.º Einer Rubio        | 37.º Gorka Izagirre    | 6.º Enric Mas            |
| 2024 | 7.º Einer Rubio         | 19.º Enric Mas         | 3.º Enric Mas            |
| 2025 | 8.º Einer Rubio         | 18.º Gregor Mühlberger | Bandera de ?             |

## Otros equipos
No cuenta con un equipo en la categoría amateur, pero en los últimos años se ha nutrido de la cantera del Lizarte-Cromados Oreja navarro. Además, en 2011, al entrar el patrocinio de Movistar, se creó un equipo filial sudamericano de categoría Continental llamado Movistar Team Continental, que solo permaneció dos temporadas desapareciendo a finales de 2012. Desde 2018, cuenta con un equipo femenino para disputar las pruebas más importantes del calendario internacional: Movistar Team - Equipo UCI Women's Team femenino.

## Material ciclista
| Año  | Bicicletas | Equipación  | Cascos       | Gafas  | Componentes | Ruedas     | Sillines     | Neumáticos  | Bidones | Ciclocomputadores | Potenciómetros | Nutrición deportiva | Coches        | Equipación casual |
| ---- | ---------- | ----------- | ------------ | ------ | ----------- | ---------- | ------------ | ----------- | ------- | ----------------- | -------------- | ------------------- | ------------- | ----------------- |
| 1980 | Pinarello  |             |              |        |             |            |              |             |         |                   |                |                     |               |                   |
| 1981 | Pinarello  |             |              |        |             |            |              |             |         |                   |                |                     |               |                   |
| 1982 | Pinarello  |             |              |        |             |            |              |             |         |                   |                |                     |               |                   |
| 1983 | Pinarello  | Etxeondo    |              |        |             |            |              |             |         |                   |                |                     |               |                   |
| 1984 | Pinarello  | Etxeondo    |              |        |             |            |              |             |         |                   |                |                     |               |                   |
| 1985 | Pinarello  | Etxeondo    |              |        |             |            |              |             |         |                   |                |                     |               |                   |
| 1986 | Pinarello  |             |              |        |             |            |              |             |         |                   |                |                     | Alfa Romeo    |                   |
| 1987 | Pinarello  | Etxeondo    |              |        |             |            |              |             |         |                   |                |                     | Peugeot       |                   |
| 1988 | Pinarello  | Etxeondo    |              |        |             |            |              |             |         |                   |                |                     | Mercedes-Benz |                   |
| 1989 | Pinarello  | Etxeondo    |              |        |             |            |              |             |         |                   |                |                     | Mercedes-Benz |                   |
| 1990 | TVT        | Etxeondo    |              |        |             |            |              |             |         |                   |                |                     | Mercedes-Benz |                   |
| 1991 | Razesa     | Etxeondo    | Cinelli      |        |             |            |              |             |         |                   |                |                     | Mercedes-Benz |                   |
| 1992 | Pinarello  | Nalini      | Mavic        |        |             |            |              |             |         |                   |                |                     | Mercedes-Benz |                   |
| 1993 | Pinarello  | Nalini      | Mavic        |        |             |            |              |             |         |                   |                |                     | Mercedes-Benz |                   |
| 1994 | Pinarello  | Nalini      | Vetta        |        |             |            |              |             |         |                   |                |                     | Mercedes-Benz |                   |
| 1995 | Pinarello  | Nalini      | Vetta        |        |             |            |              |             |         |                   |                |                     | Mercedes-Benz |                   |
| 1996 | Pinarello  | Nalini      | Rudy Project |        |             |            |              |             |         |                   |                |                     | Mercedes-Benz |                   |
| 1997 | Pinarello  | Nalini      | Rudy Project |        |             |            |              |             |         |                   |                |                     | Mercedes-Benz |                   |
| 1998 | Pinarello  | Nalini      | Rudy Project |        |             |            |              |             |         |                   |                |                     | Mercedes-Benz |                   |
| 1999 | Pinarello  | Nalini      | Catlike      |        |             |            |              |             |         |                   |                |                     | Mercedes-Benz |                   |
| 2000 | Pinarello  | Nalini      | Catlike      |        |             |            |              |             |         |                   |                |                     | Mercedes-Benz |                   |
| 2001 | Pinarello  | Nalini      | Bell         |        |             |            |              |             |         |                   |                |                     | Mercedes-Benz |                   |
| 2002 | Pinarello  | Nalini      | Bell         |        |             |            |              |             |         |                   |                |                     | Mercedes-Benz |                   |
| 2003 | Pinarello  | Nalini      | Las          |        |             |            |              |             |         |                   |                |                     | Mercedes-Benz |                   |
| 2004 | Opera      | Nalini      | Las          |        |             |            |              |             |         |                   |                |                     | Mercedes-Benz |                   |
| 2005 | Opera      | Nalini      | Spiuk        |        |             |            |              |             |         |                   |                |                     | Mercedes-Benz |                   |
| 2006 | Pinarello  | Nalini      | Spiuk        |        |             |            |              |             |         |                   |                |                     | Volvo         |                   |
| 2007 | Pinarello  | Nalini      | Giro         |        |             |            |              |             |         |                   |                |                     | Volvo         |                   |
| 2008 | Pinarello  | Nalini      | Giro         | -      | Campagnolo  | Campagnolo | Selle Italia | Continental | Elite   | Polar             | -              | -                   | Volvo         |                   |
| 2009 | Pinarello  | Nalini      | Giro         | -      | Campagnolo  | Campagnolo | Selle Italia | Continental | Elite   | Polar             | -              | -                   | Volvo         |                   |
| 2010 | Pinarello  | Nalini      | Giro         | -      | Campagnolo  | Campagnolo | Selle Italia | Continental | Elite   | Polar             | -              | -                   | Volvo         |                   |
| 2011 | Pinarello  | Nalini      | Catlike      | -      | Campagnolo  | Campagnolo | Selle Italia | Continental | Elite   | Polar             | -              | PowerBar            | Volvo         |                   |
| 2012 | Pinarello  | Nalini      | Catlike      | Adidas | Campagnolo  | Campagnolo | Selle Italia | Continental | Elite   | -                 | SRM            | PowerBar            | Volvo         |                   |
| 2013 | Pinarello  | Nalini      | Catlike      | Adidas | Campagnolo  | Campagnolo | Selle Italia | Vittoria    | Elite   | -                 | SRM            | PowerBar            | Volvo         |                   |
| 2014 | Canyon     | Endura      | Catlike      | Adidas | Campagnolo  | Campagnolo | Fi'zi:k      | Continental | Elite   | O-Synce           | Power2Max      | Multipower          | Volvo         |                   |
| 2015 | Canyon     | Endura      | Catlike      | Adidas | Campagnolo  | Campagnolo | Fi'zi:k      | Continental | Elite   | Garmin            | Power2Max      | Multipower          | Volvo         |                   |
| 2016 | Canyon     | Endura      | Catlike      | Adidas | Campagnolo  | Campagnolo | Fi'zi:k      | Continental | Elite   | Garmin            | Power2Max      | Multipower          | Volvo         |                   |
| 2017 | Canyon     | Endura      | Abus         | Adidas | Campagnolo  | Campagnolo | Fi'zi:k      | Continental | Elite   | Garmin            | Power2Max      | Multipower          | Volvo         |                   |
| 2018 | Canyon     | Endura      | Abus         | Oakley | Campagnolo  | Campagnolo | Fi'zi:k      | Continental | Elite   | Garmin            | Power2Max      | Victory Endurance   | Volvo         | Nike              |
| 2019 | Canyon     | Endura      | Abus         | Oakley | Campagnolo  | Campagnolo | Fi'zi:k      | Continental | Elite   | Garmin            | Power2Max      | Victory Endurance   | Volvo         | Nike              |
| 2020 | Canyon     | Alé         | Abus         | 100%   | Sram        | Zipp       | Fi'zi:k      | Continental | Elite   | Garmin            | Quarq          | 226ers              | Volvo         | Le Coq Sportif    |
| 2021 | Canyon     | Alé         | Abus         | 100%   | Sram        | Zipp       | Fi'zi:k      | Continental | Elite   | Garmin            | Quarq          | 226ers              | Volvo         | Le Coq Sportif    |
| 2022 | Canyon     | La Passione | Abus         | 100%   | Sram        | Zipp       | Fi'zi:k      | Continental | Elite   | Garmin            | Quarq          | 226ers              | Volvo         | Le Coq Sportif    |
| 2023 | Canyon     | Gobik       | Abus         | 100%   | Sram        | Zipp       | Fi'zi:k      | Continental | Elite   | Garmin            | Quarq          | 226ers              | Volvo         | Canyon            |
| 2024 | Canyon     | Gobik       | Abus         | 100%   | Sram        | Zipp       | Fi'zi:k      | Continental | Tacx    | Garmin            | Quarq          | 226ers              | Volvo         | Born Living Yoga  |
| 2025 | Canyon     | Gobik       | Abus         | 100%   | Sram        | Zipp       | Fi'zi:k      | Continental | Tacx    | Garmin            | Quarq          | 226ers              | Volvo         | Born Living Yoga  |

## Equipación
| 2011-2015 | 2016 | 2017 | 2018-2021 | 2022 | 2023 |

## Sede
El equipo tiene su sede en el polígono industrial de Egües (Navarra, España).

## Clasificaciones UCI
La Unión Ciclista Internacional elaboraba el Ranking UCI de clasificación de los ciclistas y equipos profesionales.
De 1984 a 1998, la clasificación del equipo y de su ciclista más destacado fue la siguiente:
| Año  | Clasificación por equipos | Mejor corredor en la clasificación individual | Posición |
| 1984 | 8.º                       | Julián Gorospe                                | 20.º     |
| 1985 | 12.º                      | Iñaki Gastón                                  | 30.º     |
| 1986 | 15.º                      | Miguel Induráin                               | 40.º     |
| 1987 | 20.º                      | Ángel Arroyo                                  | 44.º     |
| 1988 | 7.º                       | Pedro Delgado                                 | 9.º      |
| 1989 | 6.º                       | Pedro Delgado                                 | 4.º      |
| 1990 | 6.º                       | Miguel Induráin                               | 4.º      |
| 1991 | 2.º                       | Miguel Induráin                               | 2.º      |
| 1992 | 1.º                       | Miguel Induráin                               | 1.º      |
| 1993 | 1.º                       | Miguel Induráin                               | 1.º      |
| 1994 | 4.º                       | Miguel Induráin                               | 2.º      |
| 1995 | 5.º                       | Miguel Induráin                               | 3.º      |
| 1996 | 7.º                       | Miguel Induráin                               | 14.º     |
| 1997 | 9.º                       | Abraham Olano                                 | 10.º     |
| 1998 | 6.º                       | Abraham Olano                                 | 3.º      |

A partir de 1999 y hasta 2004 la UCI estableció una clasificación por equipos divididos en tres categorías (primera, segunda y tercera). La clasificación del equipo y de su ciclista más destacado fue la siguiente:
| Año  | Categoría | Clasificación por equipos | Mejor corredor en la clasificación individual | Posición |
| 1999 | Primera   | 8.º                       | José María Jiménez                            | 28.º     |
| 2000 | Primera   | 9.º                       | Leonardo Piepoli                              | 30.º     |
| 2001 | Primera   | 6.º                       | Juan Carlos Domínguez                         | 23.º     |
| 2002 | Primera   | 8.º                       | Francisco Mancebo                             | 34.º     |
| 2003 | Primera   | 5.º                       | Francisco Mancebo                             | 19.º     |
| 2004 | Primera   | 11.º                      | Francisco Mancebo                             | 14.º     |

A partir de 2005 la UCI instauró el circuito profesional de máxima categoría, el UCI ProTour, donde el equipo está desde que se creó dicha categoría. Las clasificaciones del equipo y de su ciclista más destacado son las siguientes:
| Año  | Clasificación por equipos | Mejor corredor en la clasificación individual | Posición |
| 2005 | 10.º                      | Francisco Mancebo                             | 15.º     |
| 2006 | 2.º                       | Alejandro Valverde                            | 1.º      |
| 2007 | 3.º                       | Alejandro Valverde                            | 4.º      |
| 2008 | 1.º                       | Alejandro Valverde                            | 1.º      |

Tras discrepancias entre la UCI y los organizadores de las Grandes Vueltas, en 2009 se tuvo que refundar el UCI ProTour en una nueva estructura llamada UCI World Ranking, formada por carreras del UCI World Calendar; y a partir del año 2011 uniéndose en la denominación común del UCI WorldTour. El equipo siguió siendo de categoría UCI ProTour y las clasificaciones son las siguientes:
| Año  | Clasificación por equipos | Mejor corredor en la clasificación individual | Posición |
| 2009 | 2.º                       | Alejandro Valverde                            | 2.º      |
| 2010 | 9.º                       | Luis León Sánchez                             | 3.º      |
| 2011 | 13.º                      | Beñat Intxausti                               | 37.º     |
| 2012 | 5.º                       | Alejandro Valverde                            | 5.º      |
| 2013 | 1.º                       | Alejandro Valverde                            | 3.º      |
| 2014 | 1.º                       | Alejandro Valverde                            | 1.º      |
| 2015 | 1.º                       | Alejandro Valverde                            | 1.º      |
| 2016 | 1.º                       | Nairo Quintana                                | 2.º      |
| 2017 | 4.º                       | Alejandro Valverde                            | 7.º      |
| 2018 | 8.º                       | Alejandro Valverde                            | 3.º      |
| 2019 | 7.º                       | Alejandro Valverde                            | 5.º      |
| 2020 | 18.º                      | Enric Mas                                     | 40.º     |
| 2021 | 18.º                      | Alejandro Valverde                            | 11.º     |
| 2022 | 11.º                      | Alejandro Valverde                            | 10.º     |
| 2023 | 12.º                      | Matteo Jorgenson                              | 35.º     |

| Año  | Ranking |
| ---- | ------- |
| 1984 | 8.º     |
| 1985 | 12.º    |
| 1986 | 15.º    |
| 1987 | 20.º    |
| 1988 | 7.º     |
| 1989 | 6.º     |
| 1990 | 6.º     |
| 1991 | 2.º     |
| 1992 | 1.º     |
| 1993 | 1.º     |
| 1994 | 4.º     |
| 1995 | 5.º     |
| 1996 | 17.º    |
| 1997 | 9.º     |
| 1998 | 6.º     |
| 1999 | 8.º     |
| 2000 | 9.º     |
| 2001 | 6.º     |
| 2002 | 8.º     |
| 2003 | 5.º     |
| 2004 | 11.º    |
| 2005 | 10.º    |
| 2006 | 2.º     |
| 2007 | 3.º     |
| 2008 | 1.º     |
| 2009 | 2.º     |
| 2010 | 9.º     |
| 2011 | 13.º    |
| 2012 | 5.º     |
| 2013 | 1.º     |
| 2014 | 1.º     |
| 2015 | 1.º     |
| 2016 | 1.º     |
| 2017 | 4.º     |
| 2018 | 8.º     |
| 2019 | 7.º     |
| 2020 | 18.º    |
| 2021 | 18.º    |
| 2022 | 11.º    |
| 2023 | 12.º    |

## Victorias año a año
| Año  | Victorias | +/- |
| ---- | --------- | --- |
| 1980 | 3         | -   |
| 1981 | 5         | 2   |
| 1982 | 30        | 25  |
| 1983 | 30        | =   |
| 1984 | 30        | =   |
| 1985 | 19        | 11  |
| 1986 | 15        | 4   |
| 1987 | 20        | 5   |
| 1988 | 12        | 8   |
| 1989 | 11        | 1   |
| 1990 | 20        | 9   |
| 1991 | 18        | 2   |
| 1992 | 25        | 7   |
| 1993 | 31        | 6   |
| 1994 | 26        | 5   |
| 1995 | 26        | =   |
| 1996 | 18        | 8   |
| 1997 | 35        | 17  |
| 1998 | 36        | 1   |
| 1999 | 18        | 18  |
| 2000 | 27        | 9   |
| 2001 | 23        | 4   |
| 2002 | 26        | 3   |
| 2003 | 17        | 9   |
| 2004 | 16        | 1   |
| 2005 | 14        | 2   |
| 2006 | 25        | 11  |
| 2007 | 29        | 4   |
| 2008 | 27        | 2   |
| 2009 | 24        | 3   |
| 2010 | 12        | 12  |
| 2011 | 21        | 9   |
| 2012 | 29        | 8   |
| 2013 | 32        | 3   |
| 2014 | 34        | 2   |
| 2015 | 32        | 2   |
| 2016 | 36        | 4   |
| 2017 | 32        | 4   |
| 2018 | 26        | 6   |
| 2019 | 21        | 5   |
| 2020 | 2         | 19  |
| 2021 | 15        | 13  |
| 2022 | 19        | 4   |
| 2023 | 17        | 2   |
| 2024 | 8         | 9   |
| 2025 | 9         | 1   |

## Palmarés
Para años anteriores, véase Palmarés del Movistar Team

### Palmarés 2025

#### UCI WorldTour
| Fechas      | Carreras                             | Ganador     |
| 23 de enero | 3.ª etapa del Tour Down Under        | Javier Romo |
| 10 de junio | 3.ª etapa del Critérium del Dauphiné | Iván Romeo  |

#### UCI ProSeries
| Fechas        | Carreras                                         | Ganador         |
| 7 de febrero  | 3.ª etapa de la Vuelta a la Comunidad Valenciana | Iván Romeo      |
| 23 de febrero | 5.ª etapa de la Vuelta a Andalucía               | Jon Barrenetxea |

#### Circuitos Continentales UCI
| Fechas      | Circuito             | Carreras                          | Ganador             |
| 25 de abril | UCI Europe Tour 2025 | 2.ª etapa de la Vuelta a Asturias | Iván García Cortina |

#### Campeonatos nacionales
| Fechas      | Carreras                                   | Ganador          |
| 31 de enero | Campeonato de Ecuador Contrarreloj (CRI)   | Jefferson Cepeda |
| 26 de junio | Campeonato de Venezuela Contrarreloj (CRI) | Orluis Aular     |
| 29 de junio | Campeonato de España en Ruta               | Iván Romeo       |
| 29 de junio | Campeonato de Venezuela en Ruta            | Orluis Aular     |

## Plantilla
Para años anteriores, véase Plantillas del Movistar Team

### Plantilla 2025
| Nombre              | Nacimiento | Nacionalidad   | Equipo 2024                |
| Jorge Arcas         | 08/07/1992 | España         | Movistar Team              |
| Orluis Aular        | 05/11/1996 | Venezuela      | Caja Rural-Seguros RGA     |
| Jon Barrenetxea     | 20/04/2000 | España         | Movistar Team              |
| William Barta       | 04/01/1996 | Estados Unidos | Movistar Team              |
| Carlos Canal        | 28/06/2001 | España         | Movistar Team              |
| Pablo Castrillo     | 02/01/2001 | España         | Equipo Kern Pharma         |
| Jefferson Cepeda    | 02/03/1996 | Ecuador        | Caja Rural-Seguros RGA     |
| Davide Cimolai      | 13/08/1989 | Italia         | Movistar Team              |
| Davide Formolo      | 25/10/1992 | Italia         | Movistar Team              |
| Iván García Cortina | 20/11/1995 | España         | Movistar Team              |
| Fernando Gaviria    | 19/08/1994 | Colombia       | Movistar Team              |
| Ruben Guerreiro     | 06/07/1994 | Portugal       | Movistar Team              |
| Michel Heßmann      | 06/04/2001 | Alemania       | Team Visma \| Lease a Bike |
| Enric Mas           | 07/01/1995 | España         | Movistar Team              |
| Lorenzo Milesi      | 19/03/2002 | Italia         | Movistar Team              |
| Manlio Moro         | 17/03/2002 | Italia         | Movistar Team              |
| Gregor Mühlberger   | 04/04/1994 | Austria        | Movistar Team              |
| Mathias Norsgaard   | 05/05/1997 | Dinamarca      | Movistar Team              |
| Nélson Oliveira     | 06/03/1989 | Portugal       | Movistar Team              |
| Antonio Pedrero     | 23/10/1991 | España         | Movistar Team              |
| Diego Pescador      | 21/12/2004 | Colombia       | GW Erco Shimano            |
| Nairo Quintana      | 04/02/1990 | Colombia       | Movistar Team              |
| Iván Romeo          | 16/08/2003 | España         | Movistar Team              |
| Javier Romo         | 06/01/1999 | España         | Movistar Team              |
| Einer Rubio         | 22/02/1998 | Colombia       | Movistar Team              |
| Pelayo Sánchez      | 27/03/2000 | España         | Movistar Team              |
| Gonzalo Serrano     | 17/08/1994 | España         | Movistar Team              |
| Natnael Tesfatsion  | 23/05/1999 | Eritrea        | Lidl-Trek                  |
| Albert Torres       | 26/04/1990 | España         | Movistar Team              |

1. ↑  Desde el 15 de enero.

Stagiaires

Desde el 15 de agosto, los siguientes corredores pasaron a formar parte del equipo como stagiaires (aprendices a prueba).
| Corredor             | Nacimiento | Nacionalidad | Equipo 2025       |
| -------------------- | ---------- | ------------ | ----------------- |
| Kevin David Castillo | 15/11/2001 | Colombia     | Team Sistecrédito |